# Markijan Semenovyč Šaškevyč
Markijan Semenovyč Šaškevyč, in ucraino Маркіян Семенович Шашкевич, (Pidlyssja (raion di Zoločiv, Oblast' di Leopoli), 6 novembre 1811 – Nowosiółki vicino Baligród, 7 giugno 1843), è stato un poeta e scrittore ucraino.

## Biografia
Viene educato nel seminario greco-cattolico dell'Università di Leopoli, ove si laurea nel 1838. Dopo una breve vita viene tumulato nel cimitero di Nowosiółki (Monti Beschidi) nel 1843; nel 1891 le sue spoglie mortali vengono trasferite nel cimitero Ličakivs'kij di Leopoli.

## Attività e opere
Markijan Semenovyč Šaškevyč, Ivan Mykolajovyč Vahylevyč e Jakiv Fedorovyč Holovac'kyj furono i fondatori di un gruppo di letterati conosciuti con il nome di Triade rutena (Rus'ka Trijcja). Nel 1832 essi organizzarono un gruppo di studenti per elevare l'uso del dialetto ucraino, libero dallo slavo ecclesiastico e da stili alieni, a linguaggio letterario.
Le attività del circolo di Šaškevyč costituirono non solo un fenomeno letterario, ma anche un movimento sociale e democratico. Il più grande risultato del gruppo fu la pubblicazione di un almanacco intitolato Rusalka Dnistrova ("La sirena del Dnistro") che fu la prima raccolta di Letteratura ucraina ad apparire nell'Ucraina occidentale (1837).